# 황영웅
황영웅(1994년 10월 28일은 대한민국의 가수이다. MBN 불타는 트롯맨의 참가자로, 큰 화제성을 얻어 활동 중이었다. 중저음의 목소리가 독특하며, 1주차부터 방송 내내 대국민 응원 투표 1위를 기록하는 등 인기몰이를 하고 있었지만 과거 상해죄 논란으로 인해 2023년 3월 3일 불타는 트롯맨에서 하차하였다. 2020년 TV를 통해 우연히 내일은 미스터트롯을 보고 노래를 따라 부르다가, 10월에 열린 제12회 대한민국 청소년 트로트 가요제에서 금상을 수상한 것을 계기로 더욱 더 확고히 가수의 꿈을 품게 되었다고 한다.

## 방송
- 콘테스트M2 (2022년, 실버아이TV) - 금상(2위)
- 불타는 트롯맨 (2023년, MBN) - 8위[1]

## 음반

### EP
- 2023년 10월 28일 《가을, 그리움》